# Bakterienchromosom
Als Bakterienchromosom werden die größten DNA-Moleküle eines Bakteriums bezeichnet, die neben kleineren DNA-Molekülen, den Plasmiden, in der Zelle vorkommen.
Diese sogenannten Chromosomen von Bakterien unterscheiden sich grundlegend von einem Chromosom im klassischen Sinn, das bei Eukaryoten vorkommt. Der Träger bakterieller Erbinformationen ist ebenfalls eine doppelsträngige DNA, die jedoch meistenfalls nicht linear vorliegt, sondern als in sich geschlossenes zirkuläres Molekül, einzeln oder in wenigen Kopien. Das häufig über 1 Millimeter lange ringförmige Makromolekül nimmt frei im Cytoplasma der Bakterienzelle liegend einen nicht membranumhüllten Bereich ein, der als Kernäquivalent oder Nukleoid bezeichnet wird. Es ist mit Proteinen assoziiert und räumlich strukturiert. Doch wie bei allen Prokaryoten enthält auch das chromosomale Material der Bakterien kein Chromatin. Komprimiert wird die DNA infolge innerer Ringspannungen durch eine Verdrillung, die hier Supercoiling genannt wird, während das Chromosom im eukaryoten Zellkern durch Chromatin mehrfach verpackt wird.
In den meisten Prokaryoten liegt die DNA zirkulär vor, womit eine Replikation ohne die Bildung von Telomeren möglich ist.
Es gibt nur wenige Arten von Bakterien mit (zusätzlichen) linearen Chromosomen, zum Beispiel Borrelien (Gattung Borrelia) und Streptomyceten (Gattung Streptomyces).
Früher ging man davon aus, dass alle Kerngene auf dem Hauptchromosom eines Bakteriums zu finden sind. Im Jahr 1989 wurde jedoch eine Replikationseinheit (Replikon) entdeckt, das Gene außerhalb des Hauptchromosoms enthält und für den Organismus unverzichtbar ist.
Solche im Vergleich zu den typischerweise kleinen Plasmiden großen Replikons unterhalb der Größe des Hauptchromosoms bezeichnet man als Sekundärchomosomen. 
Eine neuere Bezeichnung für Replikons an der Grenze zwischen (linearen) Chromosomen und (zirkulären) Plasmiden ist Chromid. Chromide nutzen nicht das Replikationssystem der Bakterienchromosomen, sondernverwenden stattdessen das von Plasmiden. Einige sekundäre Chromosomen gelten daher nicht auch als Chromide. Das sekundäre Chromosom von Brucella melitensis trägt beispielsweise keine plasmidähnlichen Replikationssysteme und verwendet stattdessen das Standard-System des Hauptchromosoms.
Viele Eukaryoten, so auch Pflanzen und Tiere, haben Organellen wie Mitochondrien und Chloroplasten, die ebenfalls zirkuläre DNA enthalten. Diese Organellen sind echten Prokaryoten sehr ähnlich (siehe hierzu auch Endosymbiontentheorie).
Analog zum Genom der Eukaryoten wird die Gesamtheit der DNA einer prokaryotischen Zelle, und auch die von Viren, gelegentlich Genophor genannt; jedoch konnte sich dieser Ausdruck bisher nicht durchsetzen.